# 양산남부고등학교
양산남부고등학교(梁山南部高等學校)는 대한민국 경상남도 양산시 남부동에 있는 공립 고등학교이다.

## 학교 연혁
- 2002년 12월 27일 : 양산남부고등학교 설립인가(30학급)
- 2003년 3월 1일 : 개교(10학급) 및 초대 배병윤 교장 취임
- 2022년 9월 1일 : 제11대 오태환 교장 취임
- 2023년 2월 7일 : 제18회 졸업식(316명 졸업, 졸업생 누계 6,518명)
- 2023년 3월 2일 : 제21회 입학식(10학급 335명 입학)

## 참고 자료
- 양산남부고등학교 - 한국교육학술정보원 학교알리미